# Le Droit à la paresse
Le Droit à la paresse, ouvrage de Paul Lafargue paru en 1880, puis en 1883 en nouvelle édition, est un manifeste social qui centre son propos sur la « valeur travail » et l'idée que les humains s'en font.
Texte classique, très riche historiquement — il propose une monographie sociale, économique et intellectuelle et analyse les structures mentales collectives du XIXe siècle —, Le Droit à la paresse démythifie le travail et son statut de valeur.

## Publication
Lafargue se lie d'amitié durable avec Jules Guesde à partir de 1873. Jules Guesde vient de lancer un journal, L’Égalité. Le Droit à la paresse y est publié en feuilleton.

## Résumé
Dans l'introduction de son ouvrage, Paul Lafargue cite Adolphe Thiers :

« Je veux rendre toute puissante l'influence du clergé, parce que je compte sur lui pour propager cette bonne philosophie qui apprend à l'homme qu'il est ici-bas pour souffrir et non cette autre philosophie qui dit au contraire à l'homme : “Jouis”. »

Pour lui, ce sont donc « les prêtres, les économistes, les moralistes » qui sont à l'origine de cet amour absurde du travail.

### «Un dogme désastreux»
Dans ce premier chapitre, Lafargue s'étonne de « l'étrange folie » qu'est l'amour que la classe ouvrière porte au travail alors qu'il décrit celui-ci comme « la cause de toute dégénérescence intellectuelle, de toute déformation organique ».
Pourtant cet amour n'est pas universel : les sociétés primitives « que les missionnaires du commerce et les commerçants de la religion n'ont pas encore corrompues avec le christianisme, la syphilis et le dogme du travail » y échappent ainsi que les civilisations antiques dans lesquelles les philosophes considéraient le travail comme une « dégradation de l'homme libre ».

### «Bénédictions du travail»
Dans ce chapitre, Lafargue s'attache à décrire les conditions de travail particulièrement difficiles de la classe ouvrière dans l'Europe capitaliste du XIXe siècle. Il dénonce l'influence néfaste du progrès technique qui pourrait être bénéfique. Le machinisme selon lui devrait faire aboutir à une diminution du temps de travail, jusqu'à même des journées de travail de trois heures. Lafargue dénonce le fait qu'on fasse travailler plus de douze heures par jour de jeunes enfants en plus des femmes et des hommes. Il juge que le travail, dans les sociétés dites primitives ou en France sous l'Ancien Régime, était mieux organisé car on y prévoyait des jours fériés, chômés, bien plus que dans la société industrielle.
Lafargue observe que les travailleurs s'appauvrissent alors qu'ils travaillent de plus en plus. Il juge que la Révolution de 1789 avec ses idéaux bourgeois de droits de l'Homme n'a pas arrangé grand chose, les bourgeois chrétiens, les propriétaires, se montrant par la suite propices à montrer leur charité chrétienne, mais ne défendant aucunement les « Droits de la paresse », primordiaux selon Lafargue. Il pense que les esclaves et les forçats travaillaient moins d'heures par jour que les ouvriers.

### «Ce qui suit la surproduction»
Dans ce contexte de révolution industrielle et de progrès technique, la machine, au lieu de libérer l'humain du travail le plus pénible, entre en concurrence avec lui :

« à mesure que la machine se perfectionne et abat le travail de l’homme avec une rapidité et une précision sans cesse croissantes l’ouvrier, au lieu de prolonger son repos d’autant, redouble d’ardeur, comme s’il voulait rivaliser avec la machine. »

Il en résulte une augmentation du temps de travail par la suppression des jours fériés et l'allongement des journées de travail, ce qui provoque une augmentation de la production.
Lafargue explique ironiquement que les bourgeois sont alors « contraints » d'arrêter de travailler et de surconsommer. Ils soustraient pour ce faire une quantité d'Hommes au travail productif pour les employer à leur service. La bourgeoisie « s'accommode » de ce mode de vie et ne peut plus envisager un retour en arrière. C'est alors que les prolétaires avec des mots d'ordres comme « Qui ne travaille pas, ne mange pas » se mirent en devoir d'imposer le travail à cette bourgeoisie oisive. Afin de mater ces soulèvements, les capitalistes « s'entourent de prétoriens, de policiers, de magistrats, de geôliers entretenus dans une improductivité laborieuse ».
Cette masse d'humains soustraits au travail productif ne suffit pas à écouler la surproduction, les capitalistes doivent donc chercher de nouveaux débouchés dans les colonies, diminuer la qualité des produits afin d'accélérer leur renouvellement (« Dans nos départements lainiers, on […] fait des draps dits de renaissance, qui durent ce que durent les promesses électorales ») et créer de nouveaux besoins factices. Ces mesures ne suffisant toujours pas à écouler toute la surproduction, le recours au chômage est inévitable.
Il convient donc de réduire le temps de travail et d'augmenter les salaires car c'est lorsqu'ils sont élevés que, pour les économiser, le capitaliste est contraint de développer le travail mécanique.

### «À nouvel air, chanson nouvelle»
Pour sortir de la crise, il faut forcer les ouvriers à consommer leurs produits.

« La bourgeoisie, déchargée alors de sa tâche de consommateur universel, s'empressera de licencier la cohue de soldats, de magistrats, de figaristes, de proxénètes, etc., qu'elle a retirée du travail utile pour l'aider à consommer et à gaspiller. »

À la suite de cet afflux d'improductifs sur le marché du travail, celui-ci deviendra « débordant » et la seule solution serait de réduire drastiquement le temps de travail. Paul Lafargue propose trois heures par jour. Les hommes pourraient alors se consacrer aux loisirs.

« Si, déracinant de son cœur le vice qui la domine et avilit sa nature, la classe ouvrière se levait dans sa force terrible, non pour réclamer les Droits de l'homme, qui ne sont que les droits de l'exploitation capitaliste, non pour réclamer le Droit au travail qui n'est que le droit à la misère, mais pour forger une loi d'airain, défendant à tout homme de travailler plus de trois heures par jour, la Terre, la vieille Terre, frémissant d'allégresse, sentirait bondir en elle un nouvel univers… »

## Citations
« Aristote prévoyait que “si chaque outil pouvait exécuter sans sommation, ou bien de lui-même, sa fonction propre, comme les chefs-d'œuvre de Dédale se mouvaient d'eux-mêmes, ou comme les trépieds de Vulcain se mettaient spontanément à leur travail sacré ; si, par exemple, les navettes des tisserands tissaient d'elles-mêmes, le chef d'atelier n'aurait plus besoin d'aides, ni le maître d'esclaves.”

Le rêve d'Aristote est notre réalité. Nos machines au souffle de feu, aux membres d'acier, infatigables, à la fécondité merveilleuse, inépuisable, accomplissent docilement d'elles-mêmes leur travail sacré ; et cependant le génie des grands philosophes du capitalisme reste dominé par le préjugé du salariat, le pire des esclavages. Ils ne comprennent pas encore que la machine est le rédempteur de l'humanité, le Dieu qui rachètera l'homme des sordidæ artes et du travail salarié, le Dieu qui lui donnera des loisirs et la liberté. »

« Pour qu’il parvienne à la conscience de sa force, il faut que le prolétariat foule aux pieds les préjugés de la morale chrétienne, économique, libre penseuse ; il faut qu’il retourne à ses instincts naturels, qu’il proclame les Droits de la Paresse, mille et mille fois plus sacrés que les phtisiques Droits de l’Homme concoctés par les avocats métaphysiques de la révolution bourgeoise ; qu’il se contraigne à ne travailler que trois heures par jour, à fainéanter et bombancer le reste de la journée et de la nuit. »

« Paressons en toute chose, hormis en aimant et en buvant, hormis en paressant. »

— Citation de Lessing, reprise par Paul Lafargue